# Boerenhol (Sluis)

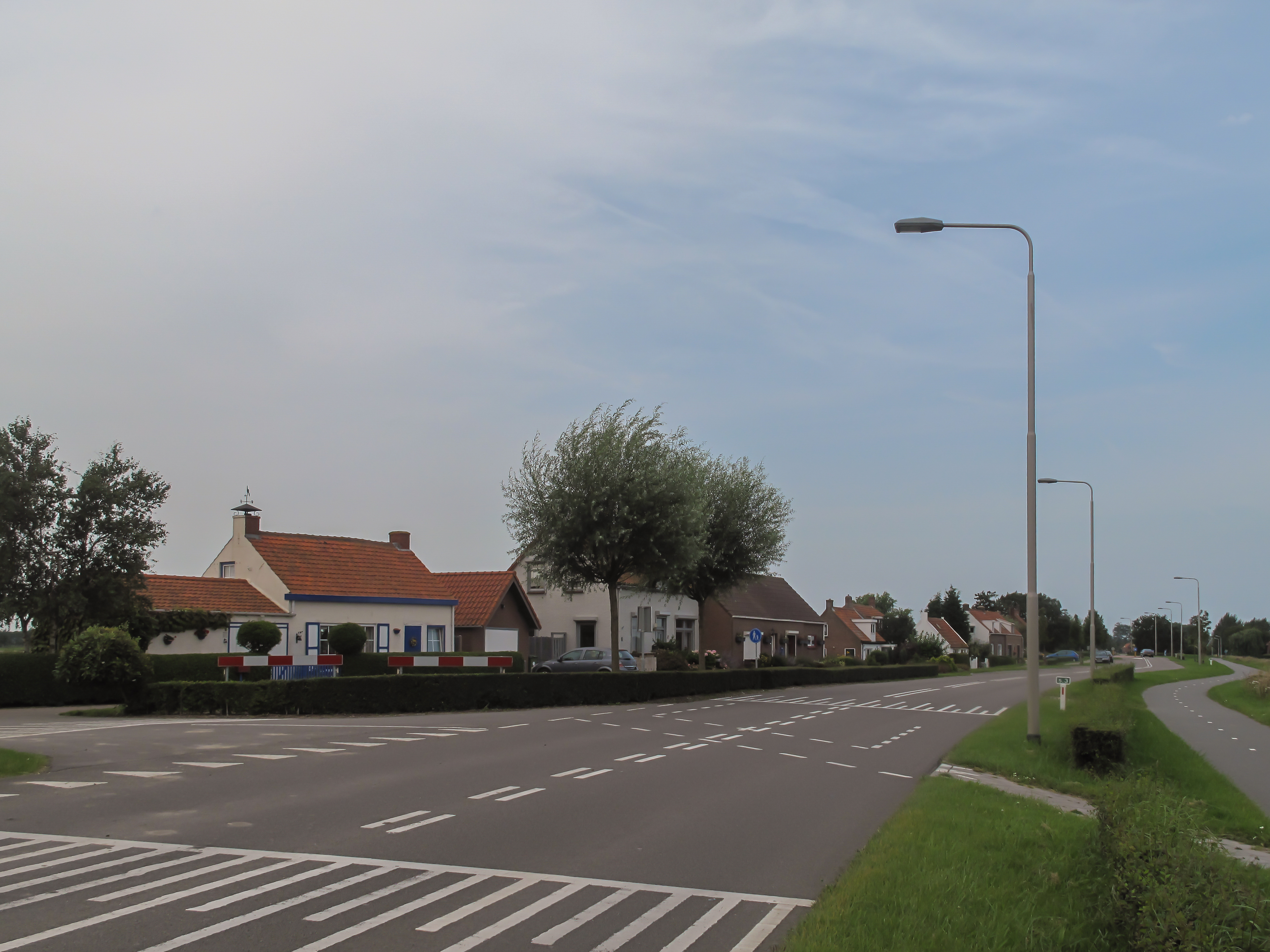
Boerenhol, straatzicht op buurtschap

Boerenhol is een Nederlandse buurtschap in de Zeeuwse gemeente Sluis, in de streek Zeeuws-Vlaanderen, gelegen tussen de dorpen Breskens en Groede. De buurtschap bestaat uit lintbebouwing aan de N 675 en telt circa 100 inwoners. Boerenhol viel achtereenvolgens onder de gemeenten Groede (tot 1970), Oostburg (tot 2003) en Sluis (sinds 2003). De gemeente Groede bouwde het na de Tweede Wereldoorlog uit tot een kern van meer betekenis, zodat er nu lang niet alleen boerderijen meer staan. In het gehucht bevindt zich een uitgebreide mini-camping, Boerenhof genaamd.

## Naam
Van origine heet het gehuchtje Boere’nol. Nol betekent verhoging. Boerenhol ligt op een zandrug, een verhoging. De naam verwijst naar de boeren die op een verhoging gingen wonen ter bescherming tegen het zeewater. Nol komt daarnaast terug in de nabij gelegen Nolletjesdijk (Breskens), een oude zeedijk. De inwoners zelf noemden het vroeger de Straatweg. Intussen is deze naam in de vergetelheid geraakt.
Steden: Aardenburg · IJzendijke · Oostburg · Sint Anna ter Muiden · Sluis

Dorpen: Breskens · Cadzand · Eede · Groede · Hoofdplaat · Nieuwvliet · Retranchement · Schoondijke · Sint Kruis · Waterlandkerkje · Zuidzande

Buurtschappen: Akkerput · Bakkersdam · Balhofstede · Biezen · Boerenhol · Braamhul · De Brabander · De Bracke · Cadzand-Bad · Cathelijneschans/Schans · Dam · De Dam · Draaibrug · Halve Maantje · Hans Vriezeschans · Het Eiland · Goedleven · Groeneboomgaard · Grootendam/De Hoogedam · Heille · Hoogendijk · Hoogeweg · Kapitalendam · Ketelaarstraat · Klakbaan · Klein-Brabant · Konijnenberg · Koninginnehaven · Kruisdijk · Kruishoofd · Maagdenberg · Maagd van Gent (deels) · Maaidijk · Marollenput · Moershoofde (deels) · Moleke (deels) · Molentje · Mollekot (deels) · De Munte · Nieuwesluis · Nieuwland · Nieuwvliet-Bad · Nolle · Nummer Een · Oostburgsche Brug · Oosthoek (deels) · Oudeland · Oudemenne · De Pas · Plankenpoortje · Plakkebord · De Platluis · Polderstraat/Steenoven · 't Poldertje · Ponte · Ponte-Avancé · Pyramide · Rijksweg · Ronduit · Roodenhoek · Sasput · Scherpbier · Sint Pieter · Slepershaven/Slapershaven · Slijkplaat · Slikkenburg · Sluissche Veer · Smedekensbrugge · Spitsbroek · Steenhoven · Steenoven · Stenen Heule · Stroopuit · Terhofstede · Ter-Moere · Tol (Schoondijke) · Tol (Waterlandkerkje) · De Tol · Tragel · Turkeye · Valeiskreek · Veldzicht · Veldzicht (deels) · De Verkorting · Verklikker · Vuilpan · Wafeldorp · Waterhoek · Waterloo · Zandertje · Het Zwindorp

Historische plaatsen: De Keizer · Oude Stad (Aardenburg) · Pannenhuis · Potjes

Zeeland: Steden en dorpen in Zeeland      Nederland: Provincies · Gemeenten